# أندرو دوسونمو
أندرو دوسونمو (بالإنجليزية: Andrew Dosunmu)‏، هُو مُخرج ومُصور سينمائي نيجيري من مواليد لاغوس. أخرج أندرو عدة أعمال سينمائية أبرزها كان Restless City سنة 2011 وأم جورج سنة 2013 وWhere Is Kyra? سنة 2017.

## أعماله
| السنة | عُنوان الفيلم       | الدور             | النوع الفني   | مُلاحظات                                                                                         |
| ----- | ------------------ | ----------------- | ------------- | ----------------------------------------------------------------------------------------------- |
| 1999  | مكاوي ساخنة        | مُخرج              | وثائقي        | فاز الفيلم سنة 1999 بجائزة أفضل فيلم وثائقي في المهرجان الأفريقي للسينما والتلفزيون في واغادوغو |
| 2010  | المباراة الأفريقية | مُخرج/مُنتج         | وثائقي رياضي  |                                                                                                 |
| 2011  | Restless City      | مُخرج              | دراما موسيقية |                                                                                                 |
| 2013  | أم جورج            | مُخرج              | دراما         | عُرض ضمن القائمة الخاصة بالليلة الختامية من مهرجان ماريلاند السينمائي                            |
| 2017  | Where Is Kyra?     | مُخرج/كاتب سيناريو | دراما         |                                                                                                 |

## الجوائز والترشيحات
| السنة | حفل توزيع الجوائز                                | الجائزة                                  | الفيلم                                    | النتيجة | مراجع |
| ----- | ------------------------------------------------ | ---------------------------------------- | ----------------------------------------- | ------- | ----- |
| 1999  | المهرجان الأفريقي للسينما والتلفزيون في واغادوغو | أفضل فيلم وثائقي                         | مكاوي ساخنة (بالإنجليزية: Hot Irons)‏      | فوز     | [ 2 ] |
| 2011  | مهرجان دبي السينمائي الدولي                      | أفضل فيلم روائي (المهر الآسيوي الأفريقي) | مدينة مضطربة (بالإنجليزية: Restless City)‏ | رُشِّح     | [ 3 ] |
| 2014  | جوائز بلاك ريل                                   | أفضل فيلم روائي مستقل                    | أم جورج (بالإنجليزية: Mother of George)‏   | رُشِّح     | [ 4 ] |

## وصلات خارجية
- أندرو دوسونمو في قاعدة بيانات الأفلام على الإنترنت